# Diferencia finita
Una diferencia finita es una expresión matemática de la forma f(x + b) − f(x +a). Si una diferencia finita se divide por b − a se obtiene una expresión similar al cociente diferencial, que difiere en que se emplean cantidades finitas en lugar de infinitesimales. La aproximación de las derivadas por diferencias finitas desempeña un papel central en los métodos de diferencias finitas del análisis numérico para la resolución de ecuaciones diferenciales.

## Diferencias finitas centradas y laterales

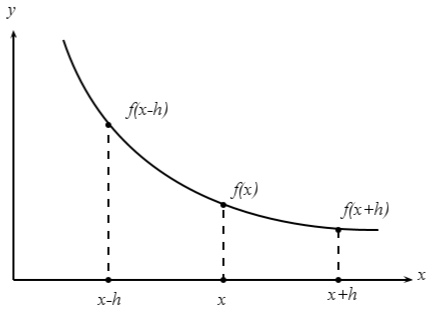
Diferencias finitas

Solo se consideran normalmente tres formas: la anterior, la posterior y la central.
Una diferencia progresiva, adelantada o posterior es una expresión de la forma
{\displaystyle \Delta _{h}[f](x)=f(x+h)-f(x).\ }
Dependiendo de la aplicación, el espaciado h se mantiene constante o se toma el límite h → 0.
Una diferencia regresiva, atrasada o anterior es de la forma
{\displaystyle \nabla _{h}[f](x)=f(x)-f(x-h).\ }
Finalmente, la diferencia central es la media de las diferencias anteriores y posteriores. Viene dada por
{\displaystyle \delta _{h}[f](x)=f(x+{\tfrac {h}{2}})-f(x-{\tfrac {h}{2}})=\Delta _{h/2}[f](x)+\nabla _{h/2}[f](x).\ }

## Relación con las derivadas
La derivada de la función f en un punto x está definida por el límite
{\displaystyle f'(x)=\lim _{h\to 0}{\frac {f(x+h)-f(x)}{h}}.}
Si h tiene un valor fijado no nulo, en lugar de aproximarse a cero, el término de la derecha se convierte en
{\displaystyle {\frac {f(x+h)-f(x)}{h}}={\frac {\Delta _{h}[f](x)}{h}}.}
Por lo tanto, la diferencia posterior dividida por h aproxima a la derivada cuando h es pequeño. El error de esta aproximación puede derivarse del teorema de Taylor. Asumiendo que f es continuamente diferenciable, el error es:
{\displaystyle {\frac {\Delta _{h}[f](x)}{h}}-f'(x)=O(h)\quad (h\to 0).}
La misma fórmula es válida en la diferencia anterior:
{\displaystyle {\frac {\nabla _{h}[f](x)}{h}}-f'(x)=O(h).}
Sin embargo, la diferencia central lleva a una aproximación más ajustada. Su error es proporcional al cuadrado del espaciado (si f es dos veces continuamente diferenciable).
{\displaystyle {\frac {\delta _{h}[f](x)}{h}}-f'(x)=O(h^{2}).\!}

## Cálculo de diferencias finitas
La diferencia anterior puede considerarse un operador diferencial que hace corresponder la función f con Δf. El teorema de Taylor puede expresarse por la fórmula
{\displaystyle \Delta _{h}=hD+{\frac {1}{2}}h^{2}D^{2}+{\frac {1}{3!}}h^{3}D^{3}+\cdots =\mathrm {e} ^{hD}-1,}
Donde D denota el operador derivada, que hace corresponder {\displaystyle f\,} con su derivada {\displaystyle f\,'}, es decir, {\displaystyle Du=u'\,,D^{2}u=u''\,,D^{3}u=u'''\,,...}
Formalmente, invirtiendo la exponencial,
{\displaystyle hD=\log(1+\Delta _{h})=\Delta _{h}-{\frac {1}{2}}\Delta _{h}^{2}+{\frac {1}{3}}\Delta _{h}^{3}+\cdots .\,}.
Esta fórmula sigue siendo válida en el sentido de que ambos operadores dan el mismo resultado cuando se aplican a un polinomio. Incluso para funciones analíticas, las series de la derecha no convergen con seguridad, sino que puede tratarse de una serie asintótica. Sin embargo, pueden emplearse para obtener aproximaciones más precisas de la derivada. Por ejemplo, Los dos primeros términos de la serie llevan a:
{\displaystyle f'(x)\approx {\frac {\Delta _{h}[f](x)-{\frac {1}{2}}\Delta _{h}^{2}[f](x)}{h}}=-{\frac {f(x+2h)-4f(x+h)+3f(x)}{2h}}.}
El error de la aproximación es del orden de h2.
Las fórmulas análogas para los operadores posterior y central son
{\displaystyle hD=-\log(1-\nabla _{h})\quad {\mbox{and}}\quad hD=2\,\operatorname {arsinh} ({\tfrac {1}{2}}\delta _{h}).}

## Derivadas de órdenes mayores
De forma análoga se pueden obtener aproximaciones en diferencias finitas para derivadas de orden mayor y operadores diferenciales. Por ejemplo usando la fórmula de la diferencia central mostrada anteriormente con un espaciado de {\displaystyle h/2} para {\displaystyle f\,'(x+h/2)} y {\displaystyle f\,'(x-h/2)} y aplicando la fórmula de diferencia central a la derivada de {\displaystyle f\,'} en x, obtenemos la aproximación de la diferencia central de la segunda derivada de f:
{\displaystyle f''(x)\approx {\frac {\delta _{h}^{2}[f](x)}{h^{2}}}={\frac {f(x+h)-2f(x)+f(x-h)}{h^{2}}}.}

## Métodos de diferencias finitas
Otro aspecto importante es que las diferencias finitas aproximan cocientes diferenciales a medida que h se acerca a cero. Así que se pueden usar diferencias finitas para aproximar derivadas. Esta técnica se emplea a menudo en análisis numérico, especialmente en ecuaciones diferenciales numéricas ordinarias, ecuaciones en diferencias y ecuación en derivadas parciales. Los métodos resultantes reciben el nombre de métodos de diferencias finitas.
Las aplicaciones habituales de los métodos de diferencias finitas son en los campos de la computación y áreas de la ingeniería como ingeniería térmica o mecánica de fluidos.